# Lista orașelor din Seychelles
Această pagină este o listă a orașelor din Seychelles, o țară insulară din Africa.

## Listă
- Victoria-capitala și cel mai mare oraș (26,450 loc.)
- Anse Boileau (4,093 loc.)
- Beau Vallon (4,020 loc.)
- Grand Anse Mahe (3,568 loc.)
- Takamaka (2,850 loc.)